# Bethe-Hecq-Abkommen

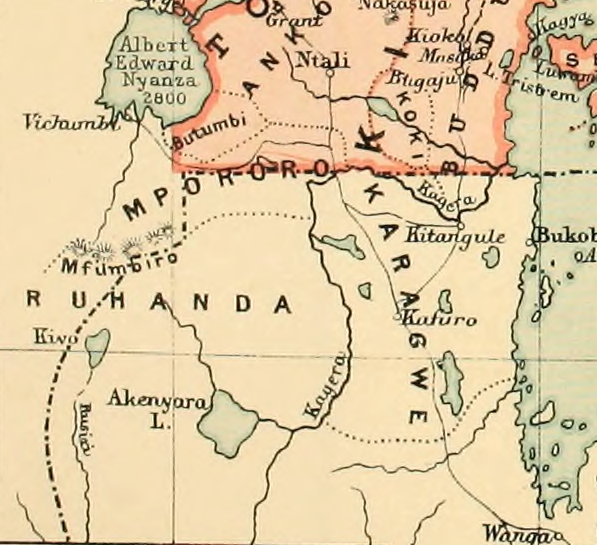
Karte des strittigen Gebietes von 1898. Die Grenzziehung ist nicht geklärt und auch die Größe des Kiwusees ist falsch dargestellt.

Das Bethe-Hecq-Abkommen wurde am 23. November 1899 zwischen dem Hauptmann der Schutztruppe für Deutsch-Ostafrika Heinrich Bethe und dem belgischen Offizier Célestin Hecq, als Vertreter des Kongo-Freistaats, geschlossen.

## Hintergrund
Hintergrund für die Notwendigkeit des Abkommens waren deutsch-belgische Grenzstreitigkeiten, ausgelöst durch die seit 1890 nicht gelöste Mfumbiro-Frage, um die koloniale Grenzziehung zwischen belgischen, britischen und deutschen Interessensgebieten in der Region um den Kiwusee und am Ruzizi-Fluss in Ostafrika.
Nachdem Belgier und Briten ihre Interessensgebiete 1894 abgesteckt hatten, zwang 1896 eine Meuterei im Nordosten des Kongo – während der Kongo-Nil-Expedition von Francis Dhanis – die Belgier, das zuvor besetzte Gebiet zwischen dem Ruzizi-Tal und dem Kiwusee zu räumen. Während des entstandenen Machtvakuums etablierte die deutsche Schutztruppe eine Präsenz in dieser Region. Als die Belgier im Oktober 1899 versuchten, dieses Gebiet wieder zu besetzen, zögerten die Deutschen, es zu verlassen. In der Region kam es in der Folge zu einigen Zwischenfällen.

## Das Abkommen
Das Abkommen hatte provisorischen Charakter auf Basis des bis dahin erreichten Status quo zur Verhütung eines bewaffneten Zusammenstoßes der beiderseitigen Grenztruppen bis zur diplomatischen Regelung der Streitfrage.
Die Vereinbarungen enthielten folgende Punkte:
- die in dem strittigen Gebiet am linken Ufer des Ruzizi verbliebenen kongolesischen Posten sollten keine Okkupation bedeuten, sondern nur den Anspruch des Kongostaates auf das fragliche Gebiet beweisen.
- die Truppen sollten sich jeder Einmischung in politische Angelegenheiten enthalten und hatten die für das Gebiet von Seiten der deutschen Verwaltung erlassenen Bestimmungen zu beachten
- die Besatzung der Posten durfte die Stärke der in dem Gebiet stehenden deutschen Truppen nicht übersteigen.

Mit den Verhandlungen und dem 1910 geschlossenen sog. Kivu-Vertrag zwischen den drei beteiligten Mächten zur Grenzregelung in der Region wurde das Bethe-Hecq-Abkommen letztlich gegenstandslos.